# Banu Shayban
I Banu Shayban (in arabo بنو شيبان‎?) sono una tribù araba e un ramo del gruppo Bakr ibn Wa'il. Per tutta la prima era islamica, la tribù si stabilì principalmente nella Jazira e svolse un ruolo importante nella sua storia.

## Storia

La regione di Jazira e le sue suddivisioni (Diyar Bakr, Diyar Mudar e Diyar Rabi'a) durante il primo periodo islamico

Nel periodo preislamico, gli Shayban con i loro greggi vagavano secondo le stagioni, svernando a Jadiyya nel Najd e spostandosi nelle fertili pianure intorno all'Eufrate per l'estate, e spaziavano dalla Jazira a nord al basso Iraq e alle coste del Golfo Persico.  I suoi principali avversari durante questo periodo erano le tribù Banu Taghlib e Banu Tamim. Già dai tempi pre-islamici la tribù era "celebrata... per la notevole qualità dei suoi poeti, per l'uso di una forma purissima della lingua araba e per il suo ardore combattivo", una reputazione che i suoi membri conservarono nel periodo islamico, quando le storie mettevano in risalto sia le loro abilità che la loro committenza nei confronti dei poeti.
Durante l'epoca di Maometto e dei suoi immediati successori, gli Shayban erano alleati dei Banu Hashim (il clan a cui apparteneva Maometto). Durante la conquista musulmana della Persia, lo Shaybani al-Muthanna ibn Haritha svolse un ruolo di primo piano nella conquista dell'Iraq. Per la maggior parte gli Shayban rimasero attivi, come in epoca preislamica, principalmente in Mesopotamia, ma soprattutto nel distretto di Diyar Bakr, dove si stabilirono numerosi, e da lì nell'adiacente altopiano armeno. In virtù di questa vicinanza, gli Shayban svolsero un ruolo importante nella storia dell'Armenia e dell'Azerbaigian islamici. Alcuni gruppi isolati e individui della tribù sono attestati anche nel nord della Siria e nel Khurasan, come Abu Dawud Khalid ibn Ibrahim al-Dhuhli al-Shaybani, un seguace di Abu Muslim.
Ai tempi degli Omayyadi, gli Shayban rimasero potenti nella Jazira. Shabib ibn Yazid ibn Nu'aym al-Shaybani fu in grado di sollevare una rivolta su larga scala ispirata ai Kharigiti negli anni '90 contro al-Hajjaj ibn Yusuf, così come al-Dahhak ibn Qays al-Shaybani nel 745-746.  Sotto i primi Abbasidi, gli Shaybani più importanti erano la famiglia di Ma'n ibn Za'ida, un ex servitore omayyade che ottenne il perdono di al-Mansur. I suoi figli e soprattutto i suoi nipoti, Yazid ibn Mazyad e Ahmad ibn Mazyad, occuparono alte cariche. Yazid ibn Mazyad servì con successo il califfo Hārūn al-Rashīd come generale, soggiogando persino una rivolta kharigita sotto l'alleato Shaybani al-Walid ibn Tarif al-Shari, mentre suo fratello Ahmad andò con 20.000 membri della tribù in aiuto del califfo al-Amin nella guerra civile contro al-Ma'mun. Yazid fu anche due volte governatore dell'Arminiya (una vasta provincia che comprendeva l'Armenia e l'Azerbaigian), dove effettuò una colonizzazione su larga scala con i musulmani arabi, in particolare a Shirvan. Gli succedettero i suoi figli Asad, Muhammad e Khalid, diventando i primi di una lunga serie dei governatori di Shaybani e il progenitori della dinastia Mazyadide che governarono a Shirvan come emiri autonomi e successivamente indipendenti (Shirvanshah) fino al 1027.
Un'altra linea di Shaybani di successo fu quella di Isa ibn al-Shaykh al-Shaybani, governatore in Siria e Arminiya negli anni 860-880. Suo figlio Ahmad sfrutt il caos seguito all'"Anarchia di Samarra" e si affermò come il più forte sovrano della Jazira, controllando Diyar Bakr e le terre di confine armene di Taron e Antzitene, sebbene avesse affrontato la concorrenza del taghlibi Hamdan ibn Hamdun e del turco Ishaq ibn Kundajiq, sovrano di Mosul. Ahmad riuscì a catturare Mosul dopo la morte di Ibn Kundajiq, ma fu cacciato dal risorgente califfato abbaside sotto al-Mu'tadid nell'893. Dopo la sua morte nell'898, al-Mu'tadid si impadronì dell'ultimo possesso della famiglia, Amid, e imprigionò il figlio di Ahmad, Muhammad.
Gli Shayban nel loro insieme non sono menzionati frequentemente nei secoli successivi, a differenza delle sue numerose sottotribù o gruppi scissionisti che ne derivano. Alcuni Shayban sono menzionati in tempi successivi nel sud dell'Iraq come poeti, grammatici e filologi, primo fra tutti lo Shaybani mawla Abu Amr Ishaq ibn Mirar al-Shaybani (morto nell'825). I membri della tribù sono menzionati anche tra i primi seguaci dei Carmati nel Sawad dell'Iraq, e di nuovo nel nord della Siria tra la fine del X e l'XI secolo, dopodiché, secondo Thierry Bianquis, "la tribù di Shayban in quanto tale è menzionata meno spesso, ed è difficile seguire le successive fortune di questo gruppo così frammentato".

Tuttavia ancora oggi gli arabi della regione di Diyar Bakr in Turchia fanno risalire le loro origini tribali a questa tribù. Alcune famiglie affermano addirittura di discendere dalla famosa linea Isa ibn al-Shaykh al-Shaybani. Tuttavia i Banu Shayban dell'Anatolia sud-orientale sono organizzati liberamente e non hanno uno sceicco come capo della loro tribù, come è comune nei paesi arabi.